# Conura emarginata
Conura emarginata är en stekelart som först beskrevs av Fabricius 1804.  Conura emarginata ingår i släktet Conura och familjen bredlårsteklar. Inga underarter finns listade i Catalogue of Life.